# Maria Pomezańska
Maria Pomezańska z Chłędowskich (ur. 1806, zm. 15 lutego 1862 w m. Wietrzno, koło Krosna) – malarka,  pisarka polska, pamiętnikarka, gawędziarka, badaczka kultury i  historii regionu, właścicielka  Wietrzna, Równego, m. koło Krosna.

## Pochodzenie
Była córką ziemianina  Seweryna Chłędowskiego, który w 1810 kupił Wietrzno od Bernarda Zerboniego.
Jej bracia Adam Tomasz Chłędowski i Walenty Chłędowski (poeta, filozof) byli pisarzami i redaktorami „Pamiętnika Lwowskiego”. Była ciotką Kazimierza Chłędowskiego (1843-1920).
Maria kształciła się wraz ze starszą siostrą Malwiną na pensji w Przemyślu, gdzie uczyła się m.in. rysunku i gry na fortepianie. Gdy zmarła jej siostra Malwina,  wyszła za wdowca po niej, komornika granicznego Jana Pomezańskiego i zamieszkała z nim w Dukli. Miała z nim syna Justyna Pomezańskiego.

## Działalność literacka
Wzorem Mniszchów w swoim domu w Dukli urządziła ośrodek życia towarzyskiego i literackiego w okolicy. 
Po śmierci męża przeniosła się do Lwowa, gdzie prowadziła salon literacki. 
Częstymi gośćmi byli tam August Bielowski i Zygmunt Kaczkowski. 
Od 1834 r. pisała opowiadania i artykuły w pismach lwowskich takich jak: „Dziennik Mód Paryskich”, „Rozmaitości”, „Tygodnik Polski”, „Nowiny”, „Dziennik Literacki”, „Tygodnik Lwowski” i „Wianki”, a także w krakowskim „Czasie”. Były to opowiadania i gawędy o tematyce obyczajowej: „Czarne pierścienie” (powieść 1845), „Porękawiczne” (1845), „Uczynek” (powiastka 1848), „Nie ufaj sobie” (powieść 1854).   
Pisała reportaże np. „Jarmark w Krośnie" - o krośnieńskim targu matrymonialnym, „Kilka godzin w Krośnie” (Dziennik Literacki 1852 nr 33). 
W 1853 r. wydała we Lwowie 3-tomową powieść pt. „Gertruda Komorowska”.  
Pisała o Dukli i pierwszej żonie Szczęsnego Potockiego oraz  intrygach Marii Amalii Mniszchowej, dążącej do pozbycia się Gertrudy w celu doprowadzenia do małżeństwa Szczęsnego z jej córką Józefiną.  
Wiele jej dzieł pozostało w rękopisie. Twórczość Pomezańskiej uległa zapomnieniu, tak jak i jej malarstwo. 
Kilka nie ogłoszonych powieści, a także rysunki i obrazy przechowywała rodzina.

## Kres życia
Ok. 1860 r. wzięła w dzierżawę wieś Równe koło Wietrzna, aby zapewnić przyszłość swemu synowi Justynowi Pomezańskiemu. Przebywała tam tylko jeden rok. Zmarła 15 lutego 1862 r. w Równem.